# NBA Live 10
NBA Live 10 é um jogo eletrônico parte da série de jogos NBA Live que foi desenvolvido pela EA Sports e publicado pela Electronic Arts e lançado em 6 de outubro de 2009.